# Silver Cross Tavern
Silver Cross Tavern là một quán rượu trên đường Whitehall ở Luân Đôn, Anh. Ban đầu mở ra là một quán rượu được cấp phép vào năm 1674. Tòa nhà đã được thành lập tại đó từ thế kỷ XIII. Nó đã được lập luận là nhà thổ hợp pháp duy nhất về mặt lý thuyết (mặc dù không hoạt động) trong cả nước, với lý do giấy phép hoàng gia có từ thế kỷ 17 không thể bị thu hồi.

## Lịch sử

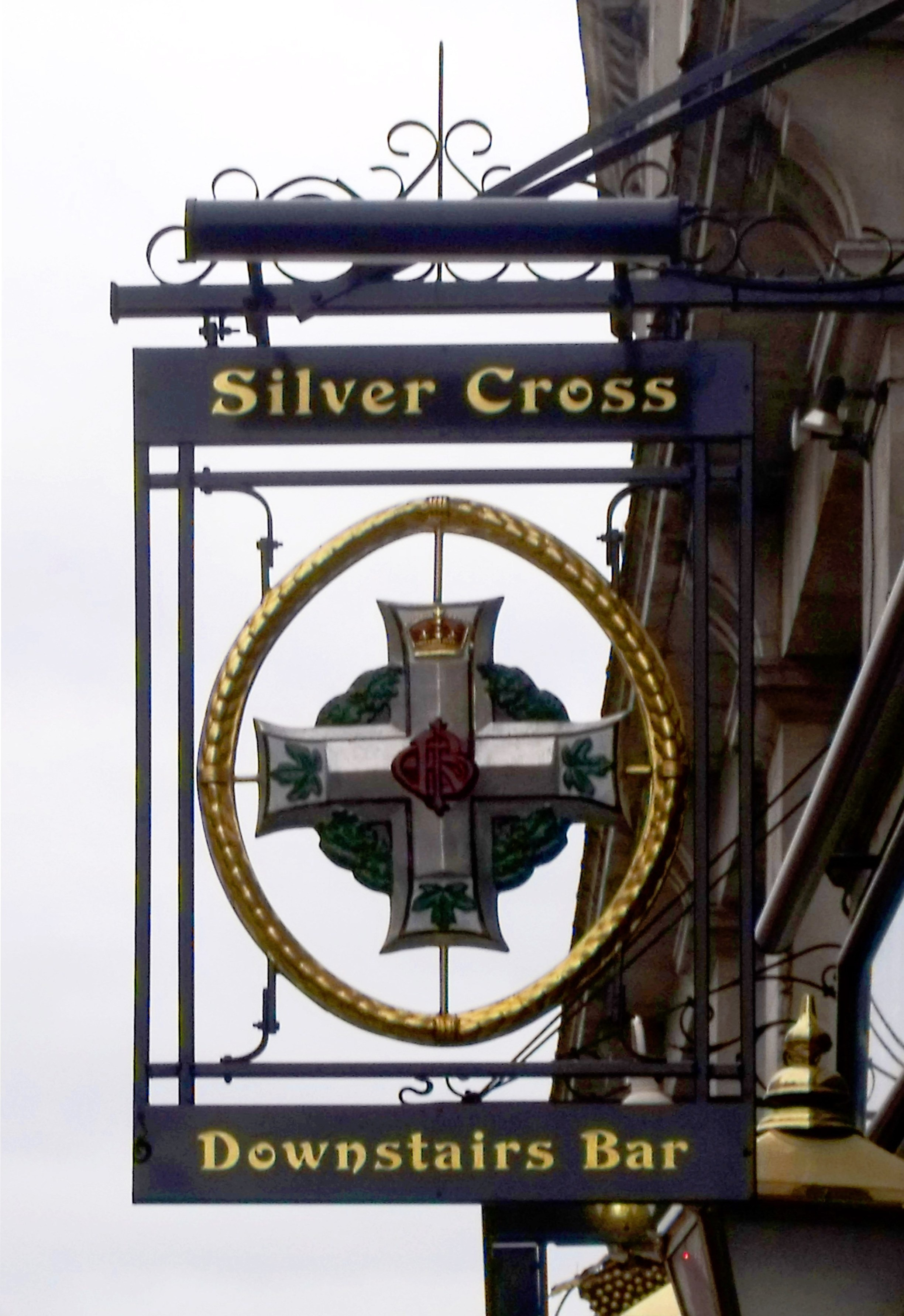
Bảng hiệu của quán rượu

Silver Cross Tavern lần đầu tiên được cấp phép và mở như một quán rượu vào năm 1674 với tên gọi "The Garter" sau khi đã là một nhà thổ được cấp phép trước đó. Nó ban đầu thuộc sở hữu của William Waad, con trai của chính trị gia Sir William Waad, người sau đó đã bán nó cho Joseph Craig trong năm đầu tiên được cấp phép. Craig cũng đã mua một số tòa nhà gần Silver Cross Tavern; tuy nhiên, Silver Cross không được kết hợp với các tòa nhà khác được gọi là Sân nhà của Craig.
Các quán rượu sau đó đã được Bá tước Harrington mua lại. Năm 1861, nó được Bá tước St Vincent thuê từ Bá tước Harrington, được gọi là The Silver Cross. Vào thế kỷ XX, quán rượu thuộc sở hữu của TJ Bernard, người đã bán nó cho Taylor Walker Pub. Do vị trí của nó gần các tòa nhà của chính phủ Anh và Quảng trường Trafalgar, quán rượu thường xuyên được các thành viên của Dịch vụ dân sự của Nữ hoàng và khách du lịch ghé qua.
Năm 1999, BBC tuyên bố rằng Silver Cross Tavern là nhà thổ hợp pháp duy nhất ở Vương quốc Anh, mặc dù hiện tại không hoạt động, nhưng về cơ bản giấy phép hoàng gia do Charles I cấp không bao giờ bị thu hồi.

## Xây dựng
Một tòa nhà trên địa điểm là một phần của "St Kinda's Hermecca" ban đầu được xây dựng vào thế kỷ XII với những bức tường lót chì. Quán rượu đã trải qua một số lần xây dựng lại, với lần cuối vào năm 1900. Quán rượu có mái vòm xe ngựa. Ngay sau khi mở cửa, quán rượu có trần thạch cao được lắp đặt ở khu vực quán bar khi vua Charles I sống ở Whitehall.
Trong thời đại Victoria, tòa nhà đã có một mặt tiền mới được xây dựng. Sau đó, nó được đổi tên thành 37 Whitehall và là tòa nhà mặt tiền lát gạch đỏ ở phía xa bên phải hoặc phía tây của các cấu trúc từ Sân nhà của Craig. Vào những năm 1990, quán rượu đã được mở rộng thành số 33 -35 mà chính họ đã được những người thường trú trước đó kết hợp sau khi nhà hàng pizza bên cạnh đóng cửa và quán rượu tiếp quản cơ sở.